# Трушнович, Александр Рудольфович
Алекса́ндр Рудо́льфович Тру́шнович (словен. Aleksander Trušnovič; 14 декабря 1893, Адельсберг, Австро-Венгрия — 1954, Западный Берлин, ФРГ) — общественный деятель русской эмиграции, словенец по происхождению, католик, перешедший в православие, один из руководителей НТС и председатель Комитета помощи русским беженцам. Сторонник идеи объединения всех славян в единое государство во главе с Россией и русскими. Был убит советскими агентами.

## Биография
Родился в семье железнодорожного служащего в Словении, на территории Австро-Венгрии. С детства интересовался русской культурой. Любовь к России, по его воспоминаниям, сформировалась под впечатлением от рассказов деда. Александр окончил немецкую гимназию в Горице (сейчас город разделён, словенская часть называется Нова-Горица, а итальянская Гориция), после — медицинский факультет Венского университета и литературный — во Флоренции.
Во время Первой мировой войны, пытаясь пробраться в Россию, добровольно записался в австро-венгерскую армию, требуя отправки на фронт. В июне 1915 г. в Карпатах, в числе многих военнослужащих-славян, с большим риском для жизни перешёл на сторону Русской армии.

### В России
После непродолжительного нахождения в русском плену, подал прошение на имя императора Николая II с просьбой отправить его на фронт, после чего отбыл в Сербскую добровольческую дивизию. В бою у Кокарджи был тяжело ранен, попал в госпиталь в Екатеринославе. Там же познакомился со своей будущей женой, работавшей медсестрой. Был награждён сербским орденом Белого орла.
В июле 1917 года добился перевода в 8-ю армию генерала Корнилова, участвовал в боях.
Летом 1917 г. служил в Корниловском ударном полку. Чешская рота под командованием Трушновича осталась верной генералу Корнилову после неудачи корниловского выступления в августе 1917 г., вплоть до отъезда генерала в Быхов охраняла его от возможного нападения.

## Участник Белого движения
В составе ВСЮР во время Гражданской войны командовал пулемётной ротой Корниловского полка. В апреле 1919 г. после перенесенного сыпного тифа, его эвакуируют из Новороссийска в Италию, где он подвергается аресту. После освобождения перебирается через Сербию, Болгарию, Константинополь в Россию, в Таганрог, в расположение 3-го Корниловского полка. Весной 1920 г. попал в плен к красным, бежал, скитался по югу России.

## Жизнь в советской России
Перед поступлением в институт сменил фамилию на девичью фамилию матери — Госты́ша (словен. Gostíša), под которой жил до отъезда из СССР. Учился в Краснодарском медицинском институте. В 1927—34 годы работал врачом в станице Приморско-Ахтарская, затем — в Таджикистане.

## Эмиграция
В 1934 году как бывший подданный Австро-Венгрии добился через посольство Польши в СССР выезда с семьёй в Югославию, жил в Белграде. Вступил в НТС, работал врачом. В 1937 году вышла в свет книга «Старая и новая Россия».
В конце 1944 года  уехал в Германию, служил помощником начальника санитарного отдела вооруженных сил КОНР. В мае 1945 года сумел избежать насильственной репатриации в СССР. Жил в Западной Германии.

## Гибель
13 апреля 1954 года Александр Трушнович, на тот момент председатель комитета помощи русским беженцам, был похищен советскими агентами. Как выяснилось позже, он оказал активное сопротивление и на советскую сторону был доставлен уже «без признаков жизни». Факт похищения и убийства Трушновича был признан пресс-бюро Службы внешней разведки только после распада СССР.
В 1992 году его сыну, Ярославу, были возвращены найденные у покойного бумаги, переданы копии медицинского освидетельствования и справки о захоронении. Точное место захоронения А. Р. Трушновича не установлено.